# Urbán de Vargas
Urbano Varguilla Derripalda conegut com a Urbán de Vargas (Falces, Navarra, 31 de maig de 1606 - València, 1656) fou un compositor i mestre de capella navarrès.

## Biografia
Començà a estudiar cant i música amb Luís Bernardo Jalón, mestre de capella de la Catedral de Burgos. En deixar de pagar les classes rebudes acumulà un deute de 100 ducats, que el portà a ser jutjat diverses vegades. De 1627 a 1629 figura com a mestre de capella de la Catedral d'Osca, d'on fou acomiadat. L'1 de maig de 1929 guanyà el magisteri de la Catedral de Pamplona, on intentà endur-se alguns nins cantors de la capella d'Osca.
El 1635 fou destituït del càrrec de Pamplona i fou empresonat, a causa d'alguns problemes amb infants de la capella. El 1637 abandonà Navarra i esdevingué mestre de capella de la Colegiata de Santa María de Calatayud. Posteriorment suplí Íñigo Camargo a l'església col·legial de Daroca. Gràcies a la seva fama esdevingué canonge a la catedral de Burgos.
Fou mestre de Miguel Juan Marqués, Lluis Vicenç Gargallo i Juan Bautista Cabanilles. Col·laborà amb Joan Baptista Comes, Luis Bernardo Jalón, Carlos Patiño, Juan Gómez de Navas, fray Manuel Correa i Diego de Pontac.

## Obra
De Vargas es conserven un gran nombre d'obres en llatí i en romanç (la majoria). Destaca com un dels compositors que usaren un nombre més gran de veus en la composició policoral en el territori hispànic; arribà a la disposició de 16 veus dividides en 5 cors combinats amb instruments. Abunden villancets de caràcter profaà, però es considera que la seva obra principal és Qui cum que (única realització polifònica coneguda d'aquest text).